# Beth Campbell
Beth Campbell (* 1971 in Illinois) ist eine amerikanische Konzeptkünstlerin, die insbesondere für ihre Zeichnungen, Skulpturen, Videos und Installationen bekannt ist. In ihrer künstlerischen Praxis verbindet sie Alltagsbeobachtungen mit philosophischen, psychologischen und phänomenologischen Fragestellungen, um alternative Realitäten und Möglichkeitsräume sichtbar zu machen. Ihre Werke untersuchen die Beziehung zwischen Wahrnehmung, Identität und Entscheidung und übersetzen innere Bewusstseinsprozesse in physische Formen.

## Leben
Beth Campbell erhielt 1993 den Bachelor of Fine Arts der Truman State University in Kirksville (Missouri). Im Jahre 1997 folgte der Master of Fine Arts der Ohio University in Athens. Anschließend studierte Campbell an der Skowhegan School of Painting and Sculpture in Skowhegan.
Campbell lebt und arbeitet in New York.

## Werk
Beth Campbell kann mit ihren Arbeiten der Konzeptkunst zugerechnet werden. Sie ist bekannt für ihre Zeichnungen, Videos, Skulpturen und Installationen. Ihre Werke fordern die Vorstellung von einer physischen Welt außerhalb unserer Wahrnehmung heraus. Sie benutzt dabei Erkenntnisse aus Philosophie, Phänomenologie und Psychologie, um Räume zu choreografieren, unheimliche Objekte herzustellen und Mindmaps von Ereignissen zu zeichnen, die ihr widerfahren könnten. Campbells gibt inneren Bewusstseinsströmen mit ihrer Kunst eine physische Form. Ein einzelnes Ereignis des Alltagslebens verzweigt sich in eine Vielzahl von irrealen Ereignissen. Campbell arbeitet dabei oft mit massenproduzierten Haushaltsgegenständen, die im regulären Einzelhandel gekauft werden. Ein exemplarisches Motiv für den durch Alltagsgegenstände ausgelösten inneren Monolog in Campbells Werk ist die scheinbar banale Auswahl einer Zahnbürste in einer Drogerie. Trotz identischer Preise unterscheiden sich die Produkte lediglich in ihrer Farbe, was bei der Künstlerin eine Kette von Überlegungen auslöst – etwa, ob der Kauf bestimmte wirtschaftliche oder soziale Auswirkungen hat, wie etwa die Unterstützung von Produzenten in Mittelamerika oder die potenzielle Ausbeutung der Bevölkerung in Afrika.
Campbells Arbeiten untersuchen dabei Alltägliches und Banales, die durch Verfremdung und Verzerrung ungewohnt wirken. Was auf den ersten Blick wie eine Nachbildung des Lebens erscheint, wird durch die Enttäuschung von Erwartungshaltungen kompliziert und fordert die Grenzen der menschlichen Wahrnehmung heraus.

### My Potential Future Based on Present Circumstances (ab 1998)
Hier handelt es sich um eine Serie textbasierter Zeichnungen, die nach Datum katalogisiert waren. Die handschriftlichen Flussdiagramme beginnen mit einem Lebensereignis und verzweigen sich exponentiell zu nachfolgenden Ereignissen. Campbell porträtiert Situationen, in denen eine Person am Rande einer Lebensentscheidung steht – sei sie noch so trivial oder weitreichend –, die zu einem kakophonischen Flussdiagramm möglicher Ergebnisse führt. Das Werk ist eine komplexe Mischung aus tatsächlichen und hypothetischen, plausiblen und unwahrscheinlichen Lebensereignissen und untersucht verschiedene mögliche Ausgänge des Alltags.
In der durch den Surrealismus inspirierten Serie verleiht Campbell inneren Monologen eine greifbare Form. Sie beginnt mit einem Ereignis aus ihrem eigenen Leben und entwirft dann mithilfe eines Diagrammsystems ein Gitterwerk möglicher Ergebnisse – von ersehntesten Geschehnissen bis zu den mit den verheerendsten Auswirkungen. Campbell spiegelt damit unser inneres Verlangen nach Akzeptanz durch viele Menschen und großen Erfolgserlebnissen wider und greift gleichzeitig allgemeine Versagensängste auf.
Einige Bleistiftzeichnungen sind im Besitz des Museums of Modern Art, New York.

### Potential Store Fronts (2007)
Diese Installation, realisiert in einem Firmengebäude in der Maiden Lane in Lower Manhattan, orientierte sich formal an einem typischen Stadtteilladen, wie er in vielen urbanen Gegenden zu finden ist – einem Geschäft, das ein breit gefächertes Angebot an Waren und Dienstleistungen bereithält, von Schneiderarbeiten bis zum Verkauf von Lottoscheinen. Das Schaufenster wird mehrmals mit hoher Detailtreue repliziert, so dass der Eindruck entsteht, vor einem Unendlichkeitsspiegel zu stehen. So werden Beziehungen zwischen Realität und Illusion sowie zwischen Wiederholung und Veränderung thematisiert. Mit ihrer akribischen Wiederholung eines ansonsten zufälligen oder banalen Szenarios lenkt Campbell hier die Aufmerksamkeit auf das alltägliche Durcheinander, das man oft übersieht.

### Lamps (2010)
Die Installation aus Keramik, Lampenschirmen, Eisenwaren, Glühbirnen und Elektronik ist im Besitz der Kunstsammlung der Schweizerischen Mobiliar. Das Werk besteht aus drei gleichen Tischlampen: Die eine steht senkrecht, die nächste kippt wie angeschmolzen zur Seite und die dritte ist, stark deformiert, umgefallen. Alle drei sind durch ein gemeinsames Stromkabel miteinander verbunden wie durch eine Lebenslinie oder einen Erzählfaden. Es bleibt den Betrachtenden überlassen, ob der Weg vom robusten Zustand über die Fragilität zum Zerfall führt oder in die andere Richtung. In personalisierter Form kann eine Verbindung gesehen werden zu einer Metamorphose eines aufrechten über einen einknickenden zu einem gefallenen Menschen. Das Durchdeklinieren verschiedener Seinszustände ist dabei charakteristisch für die Arbeiten von Campbell.

### Weitere Werke (Auswahl)
- 1997–2000: Web Drawing of Me[12]
- 2000: House (A Standardized Affection for Telepresence), Installation[6]
- 2001: House - Room One, Fotografie[13]
- 2001: House – Room Two[14]
- 2001: For how I thought it was[15]
- 2002: Cumulative Aspects of Lipsticks, Fotografie[16]
- 2002: In Between, Fotografie[17]
- 2002: Projecting Threshold, Druck[18]
- 2002: Same as Me, 15-minütige 3-Kanal-Videoinstallation, in der Campbell denselben ereignislosen Tag verfielfacht.[6][19]
- 2002: Scattered Lotion, Fotografie[20]
- 2002: Simultaneous Temporal Sequence on Dresser Top, Fotografie[21]
- 2003: Dualities 1 & 2[7]
- 2003: Living Room, Installation[6]
- 2003: Room 2, Fotografie[22]
- 2003: I’ve had many toothbrushes, Wasserfarbe und Bleistift auf Papier, Museum of Modern Art, New York[10]
- 2004: At Every Moment, Graphit auf Pergament[23]
- 2004: Cut Away (Bedroom), Pastell- und Papiercollage auf Pergamentpapier[24]
- 2004: Never ending continuity error[6]
- 2004: See through, Tusche auf Pergamentpapier[25]
- 2005: Make Belief, Installation[6]
- 2005: Crashing Tables (Moments crashing… I underestimated the consequences), Balsaholz, Kiefernholz, Porzellan, Leim, Silberbesteck, Serviette[26]
- 2005: Space (in/out) About Chicago in the Dishwasher, Wasserfarben auf Papier[27]
- 2005: Space (in/out) at the floor, Wasserfarben und Bleistift auf Papier[28]
- 2007: Following Room, Installation[29]
- 2007: Potential Store Fronts (Inside Out), Fotografie[30]
- 2007: Space (In/Out) In An Empty Bedroom[31]
- 2007: A While Ago, oxidierter Stahldraht[32]
- 2008: Lying Carpet, Teppich, Balsaholz, Sperrholz, Farbe, Schaumstoffkern, Acrylrohre, künstliche Orchideen, Holzkisten und Kunststoff[33]
- 2009: Elsewhere, Faserplatte, Farbe, Harz und Hardware[34]
- 2009: There’s no such thing as a good decision (lament), pulverbeschichteter Stahl[35]
- 2010: Sink, Porzellan und Armaturen[36]
- 2010: Stereotable, Holztische und –stühle, Glasvasen, Kerzen, Stifte, Schere und Stahl[37]
- 2010: Untitled Mobile, Stahldraht[38]
- 2012: Untitled, Skulptur aus Stahldraht[39]
- 2013: Possible coincidence (bookshelf/loveseat), Zeitschrift, Keramik, Kaffeetasse, Zeitung, Zimmerpflanze, Armband und Lesebrille[40]
- 2013: There is no such thing as a good decision (multivalent), oxidierter Stahldraht und Farbe[41]
- 2014: Abandoned Sock, Skulptur, Porzellan[42]
- 2016: My Mothers House, Mobile[2]
- 2017: My Potential Future Past, Installation[43]
- 2017: Future Past (mirror – superstition/technology), weiße Tinte auf schwarzem Papier[44]
- 2019: Spontaneous future(s), Possible past, Bleistift auf Papier, Landmarks, University of Texas at Austin, Austin[45]

## Gruppenausstellungen (Auswahl)
- 1997: Redundant Redundant, Dileia Contemporary, Cincinnati[46]
- 1997: Chaperon Exhibition, Dileia Contemporary, Cincinnati[47]
- 1998: 98 Alternatives, Ohio University Gallery, Athens[46]
- 1998: Skowhegan Alumni Exhibition/Auction, David Bietzel Gallery, New York[47]
- 1999: Moving into Outside, Holland Tunnel Gallery, Brooklyn (New York)[46]
- 1999: Friendly Strangers, Galapagos, Brooklyn (New York)[46]
- 1999: Outer Boroughs, White Columns, New York[47]
- 2000: To Be Continued, Art in General, Bellwether and Parlour Projects, New York[46]
- 2000: Collector’s Choice II, Orlando Museum of Art, Orlando (Florida)[46]
- 2000: Artist in the Marketplace: 20th Annual Exhibition, Bronx Museum of the Arts, Bronx (New York)[46]
- 2000: The Space Around the Architect, Socrates Sculpture Park, Queens (New York)[48]
- 2000: Three Piece, State University of New York, Brockport[46]
- 2000: Tomorrow, Rare, New York[46]
- 2000: Greater New York, PS1 Contemporary Art Center, New York[49]
- 2001: New Commissions for the Commons at Metrotech Center, Brooklyn[46]
- 2001: Brooklyn!, Palm Beach Institute of Contemporary Art, Palm Beach[47]
- 2001: Platypus, Lawrence Rubin-Greenberg Van Doren Fine Art, New York[46]
- 2001: Breathless, Lombard-Fried Fine Arts, New York[47]
- 2001: Another Cusp, Colgate University, Hamilton[46]
- 2001: Artext, Jamaica Center for Arts & Learning, Jamaica (New York)[47]
- 2001: Drawings by Three Artists, Gallery Joe, Philadelphia[46]
- 2001: Fresh: The Altoids Curiously Strong Collectio, New Museum of Contemporary Art, New York[47]
- 2001–02: Temporary Residents, MetroTech Center, Brooklyn (New York)[15]
- 2002: Art Omi at 9W, Paul Rodgers/9W Gallery, New York[47]
- 2002: Unbecoming, Philadelphia Art Alliance, Philadelphia[46]
- 2002: 27 Emerging Artists, Spike Gallery, New York[47]
- 2002: Common Culture, Spruill Gallery, Atlanta[46]
- 2002: Hello, My Name Is, Carnegie Museum of Art, Pittsburgh[50]
- 2003: Fresh Meat, CEPA Gallery, Buffalo[47]
- 2003: Online, Feigen Contemporary, New York[46]
- 2003: High & Inside, Marlborough Chelsea, New York[47]
- 2003: B-List, Hallwalls, Buffalo[50]
- 2003: All About Me, Spike Gallery, New York[46]
- 2003: Same As Met, Visual Studies Workshop, Rochester (New York)[47]
- 2003: Cracker Jack, Joseph Helman, New York[46]
- 2003: Dieu Donné Gallery, New York[7]
- 2004: Drift shift, Linda Schwartz Gallery, Cincinnati[47]
- 2004: Happy Art for a Sad World, Spike Gallery, New York[46]
- 2004: Home Extension, University Art Museum, State University of New York, Albany (New York)[47]
- 2004: Never ending continuity error, Holz, Metall, Waschbecken, Kacheln, Licht und Farbe[51]
- 2004: Open House: Working in Brooklyn, Brooklyn Museum, New York[47]
- 2005: Dating Data, Josée Bienvenu Gallery, New York[46]
- 2005: Life Drawings, Jones Center, Austin[47]
- 2005: Looking at Words: The Formal Presence of Text in Modern and Contemporary Works on Paper, Andrea Rosen Gallery, New York[47]
- 2005: Paper, Nicole Klagsbrun Gallery, New York[46]
- 2005: Paper Deviations, The Proposition, New York[47]
- 2005: Sounds Like Drawing, The Drawing Room, London[46]
- 2005: Untitled, Santa Barbara Contemporary Arts Forum, Santa Barbara[47]
- 2005: Video Salon 3, Brooklyn (New York)[46]
- 2005: Wordplay, Julie Saul Gallery, New York[47]
- 2006: And Therefore I Am, Tang Teaching Museum, Saratoga Springs (New York)[47]
- 2006: Annotations (Bronnen), Expodium, Utrecht[46]
- 2006: Lower East Side Printshop, New York[7]
- 2006: Past Imperfect: Future Tense, New Centre for Contemporary Art, Louisville[47]
- 2006: Personal Geographies, Hunter College Art Galleries, New York[46]
- 2006: Slow Revolution, Rotunda Gallery, Brooklyn (New York)[47]
- 2006: Table Top, Josée Bienvenu Gallery, New York[47]
- 2006: Text Formed Drawing, The Contemporary Art Galleries, University of Connecticut, Storrs[47]
- 2006: The Time-Based Art Festival, Portland Institute for Contemporary Art, Portland[46]
- 2006: Well Read, NutureArt, Brooklyn (New York)[47]
- 2007: Blank, Ke Center for Contemporary Art, Shanghai[46]
- 2007: I will be alright, Country Club, Cincinnati[46]
- 2007: On Being an Exhibition, Artists Space, New York[50]
- 2007: Open House: Cincinnati Collects, Contemporary Arts Center, Cincinnati[50]
- 2007: Panic Room, DESTE, Athen[50]
- 2007: In the Public Realm, Projekt für den Public Art Fund, New York[8]
- 2007: The 6th Mercosul Biennial: The Third Bank of the River, Porto Alegre[46]
- 2007: Summer ’07 Exhibition, Lower East Side Printshop, New York[46]
- 2007: You Are Here, Museum of Fine Arts, Houston[46]
- 2008: The Leisure Suite, LeRoy Neiman Gallery, Columbia University, New York[47]
- 2008: New York Group Show, Anne Mosseri-Marlio Galerie, Basel[52]
- 2008: Following Room, Manifesta 7, Trient[1][7]
- 2008: Forever Young, Anne+, Paris[47]
- 2008: Interior, Hales Gallery, London[53]
- 2008: Skipping the Page, The Center of Book Arts, New York[47]
- 2008: You Said He Said She Said, Seiler + Mosseri-Marlio Galerie, Zürich[46]
- 2008–09: 40th Anniversary Art on Paper 2008, Weatherspoon Art Museum, University of North Carolina, North Carolina[54]
- 2008–09: Social Interactions: Beth Campbell / Stephen Willats, Seiler + Mosseri-Marlio Galerie, Zürich[46][55]
- 2009: Biennale Cuvée: Biennales Yesterday and Today, Offenes Kulturhaus Oberösterreich, Linz[46]
- 2009: CHAPERONE, EFA Project Space, New York[46]
- 2009: NEWAGERIOT, Country Club, Los Angeles[56]
- 2009: Seven in One! Seven in One-Third!!, Kate Werble Gallery, New York[57]
- 2009: The End, The Andy Warhol Museum, Pittsburgh[46]
- 2010: Shapeshifter, Country Club, Cincinnati[46]
- 2010: Slightly Unbalanced, University of Richmond, Richmond (Virginia)[58]
- 2010: Natura e Destino, Galleria Riccardo Crespi, Mailand[59]
- 2011: Suspense: Sculture sospese, EX3-Centro per l’arte contemporanea, Florenz[60]
- 2011: Speculative Futures, Sculpture Center, Long Island[61]
- 2011: Plot : Plan : Process. Works on paper from the 1960s to Now, Leslie Tonkonow Artworks + Projects, New York[62]
- 2013: Come together: Surviving Sandy[63]
- 2013: Collider, ZieherSmith, Nashville[64]
- 2013: Gravity of Sculpture: Part 2, Dorsky Gallery, State University of New York[65]
- 2014: Art Cologne, Köln[66]
- 2014: Idiom II, Pierogi Gallery, New York[67]
- 2014: Video Show, Kate Werble Gallery, New York[68]
- 2014: Remake/Remodel, Kate Werble Gallery, New York[69]
- 2015: The Suspended Line, Bienvenu Steinberg & C, New York[70]
- 2015: Off the Grid, Pierogi Gallery, New York[71]
- 2015: The Thin Line, Cinnabar Gallery, San Antonio (Texas)[72]
- 2016: It/Ego, Kathryn Brennan Gallery, New York[73]
- 2016: PNCA-Lights Gala, Dallas[74]
- 2016: There’s no place that I am, Tang Teaching Museum, Saratoga Springs (New York)[75]
- 2016–17: XXXmASS, Kate Werble Gallery, New York[76]
- 2017: Post-Election, September Gallery, Kinderhook[77]
- 2020: Back to the Roots, Anne Mosseri-Marlio Galerie, Basel[78][79][80]
- 2023: Synth, Kate Werble Gallery, New York[81]
- 2024: Here we leave solid ground, Kate Werble Gallery, New York[82]
- 2025: Shelf Show, Kate Werble Gallery, New York[83][84]

## Einzelausstellungen (Auswahl)
- Seomi Gallery, Südkorea[85]
- 2000: White Room, White Columns, New York[1][46]
- 2000: House (A Standardized Affectation for Telepresence), Roebling Hall, Brooklyn (New York)[50]
- 2002: Same As Me, Roebling Hall, Brooklyn (New York)[50]
- 2003: Same As Me, Sandroni Rey Gallery, Los Angeles[50]
- 2004: Every other day, Art Academy of Cincinnati, Cincinnati[47]
- 2004: I was thinking (a living room), Nicole Klagsbrun Gallery, New York[46]
- 2004: Statements, Art Basel Miami Beach[50]
- 2005: Make Belief, Sala Diaz, San Antonio[47]
- 2005: How Did We End Up Here?, Nicole Klagsbrun Gallery, New York[47]
- 2007: Potential Store Fronts, 125 Maiden Lane, New York[46]
- 2007: I can’t quite place it, Feldman Gallery + Project Space, Pacific Northwest College of Art, Portland[86][87]
- 2007: Public Art Fund, New York[1]
- 2007: Where the Façades Are Façades, Installation[88]
- 2007–08: Beth Campbell: Following Room, Whitney Museum of American Art, New York[89][90] In dieser Installation ordnet Campbell Nachbildungen eines Lesesaals in einem Raster aus gespiegelten Paaren an und evoziert so die Trompe-l’œil-Atmosphäre eines dreidimensionalen Unendlichkeitsspiegels.[91]
- 2008: Beth Campbell, Nicole Klagsbrun Gallery, New York[46][92]
- 2009: Beth Campbell, James Harris Gallery, Seattle[93]
- 2009: Without Ends, Country Club at the Buck House, Los Angeles[47]
- 2010: New Installation, The Sculpture Center, Cleveland[94][95]
- 2011: June Lee Contemporary Art, Seoul[1]
- 2011–12: Beth Campbell: Periodic Split, Country Club Cincinnati, Cincinnati[96]
- 2012: Country Club, Chicago[1]
- 2013: Multiple singularities. Beth Campbell, Not at Home, Hotel Particulier, New York[97]
- 2014: Beth Campbell, Anne Mosseri-Marlio Galerie, Basel[98]
- 2014: Project Space: Beth Campbell, My potential futures, Bienvenu Steinberg & C, New York[99]
- 2017: Beth Campbell: If (at all) possible, Kate Werble Gallery, New York[100][101][102]
- 2017: Beth Campbell: My Potential Future Past, The Aldrich Contemporary Art Museum, Ridgefield[43] In dieser Ausstellung wurden Exponate aus den Serien Potential Future Drawings (ab 1998), Mobiles (ab 2008) sowie Future Past Drawings (ab 2014) gezeigt.[43]
- 2019–2020: Beth Campbell: How do you know I am not a liar…, Kate Werble Gallery, New York[103]

## Werke in öffentlichen Sammlungen
- Museum of Modern Art, New York[2]
- The New School, New York[50]
- New Museum of Contemporary Art, New York[47]
- Whitney Museum of American Art, New York[7]
- Altoids Curiously Strong Collection, New Museum of Contemporary Art, New York[1]
- Bloomberg Radio, New York[46]
- University of Texas at Austin, Austin[45]

## Preise und Auszeichnungen
- 1997: Matching School Fellowship Program, Skowhegan School of Painting and Sculpture and Ohio University[46]
- 2000: Kunststipendium durch die Rema Hort Mann Foundation[1]
- 2000: Site Matters, The Lower Manhattan Cultural Council’s World Trade Center Artists Residency, New York[50]
- 2000: Emerging Artist Fellowship, Socrates Sculpture Park[46]
- 2000: Artist in the Marketplace, Bronx Museum of the Arts[47]
- 2001: Art OMI, Ghent (New York)[46]
- 2001: Atlantic Center for the Arts, New Smyrna Beach[47]
- 2002: Pennies From Heaven Fund, The New York Community Trust Change[47]
- 2003: Workspace Residency, Dieu Donné, New York[85]
- 2005: Artist’s Pension Trust Selection[46]
- 2006: Unterstützung durch die Pollock-Krasner Foundation[91]
- 2006: Stipendium des Lower East Side Printshop[85]
- 2007: Distinguished Alumni Award, Ohio University, Athens[50]
- 2009: Artist in Residence, John Michael Kohler Arts Center, Sheboygan[1]
- 2009: Louis Comfort Tiffany Stipendium[46]
- 2011: Guggenheim Stipendium[104]
- 2022: Artist in Residence, Greenwich House, New York[105]

## Rezeption
Die amerikanische Kunsthistorikerin Tina Kukielski, die die Ausstellung Following Room im Whitney Museum of American Art kuratierte, betonte in einem begleitenden Essay die zentrale Bedeutung von Erinnerung in Campbells Werk:
„Für die Künstlerin Beth Campbell ist die Untersuchung der angstauslösenden Aspekte von Erinnerung und Gegenerinnerung, Mustererkennung und deren Bruch ein Anker ihrer Praxis.“ (Original: “For artist Beth Campbell, the investigation of the anxiety-inducing aspects of memory and counter-memory, pattern recognition and its rupture, is an anchor of her practice.”)
Der Kunstkritiker Jerry Saltz beschrieb Campbells Kunst in der The Village Voice im Jahr 2002 als „äußerlich normal und innerlich verrückt“ – und bemerkte, dass sie damit ein wenig sei „wie die meisten von uns“. Diese Ambivalenz zwischen Vertrautem und Verstörendem kennzeichnet viele ihrer Werke.
Das John Michael Kohler Arts Center, an dem Campbell im Jahr 2010 als Artist-in-Residence arbeitete, hob die Wirkung ihrer künstlerischen Mittel hervor: Durch die Wiederholung und den Einsatz alltäglicher Gegenstände zwinge Campbell die Betrachtenden, den gewohnten Alltag neu zu überdenken, indem sie wahrnehmungspsychologisch fordernde Situationen erschafft.